# Jacobello di Bonomo

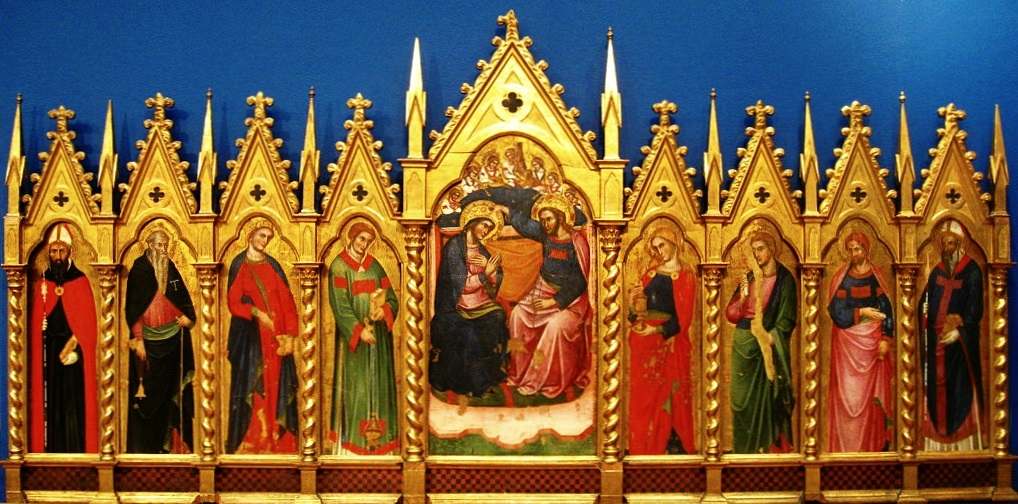
Polittico dell'Incoronazione della Vergine e santi, Czartoryski Museum.

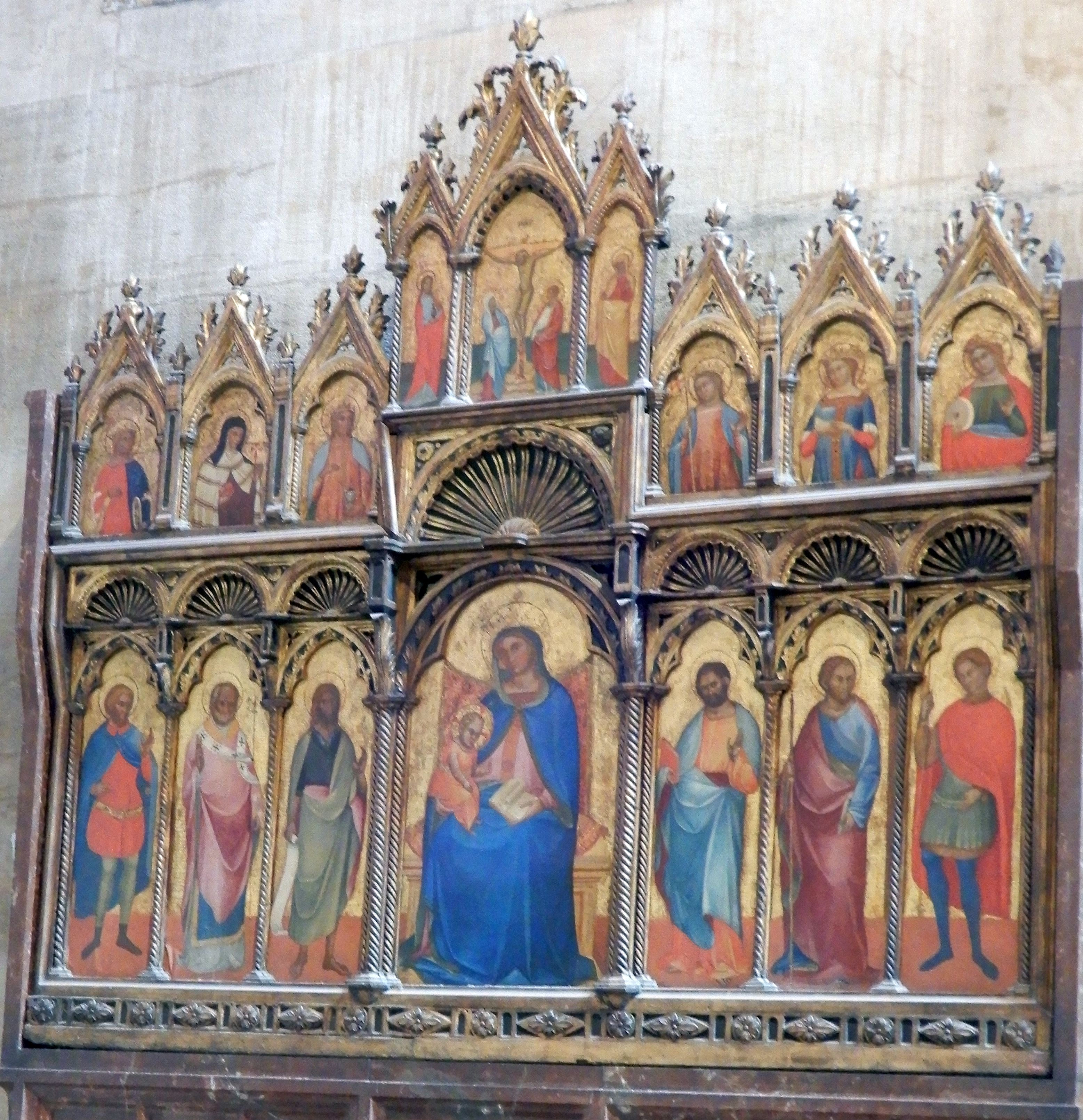
Polittico Madonna in trono col Bambino e santi, Cattedrale di San Vito, Praga

Jacobello di Bonomo (Venezia, ... – ...; fl. XIV secolo) è stato un pittore italiano, attivo nella seconda metà del XIV secolo.

## Opere

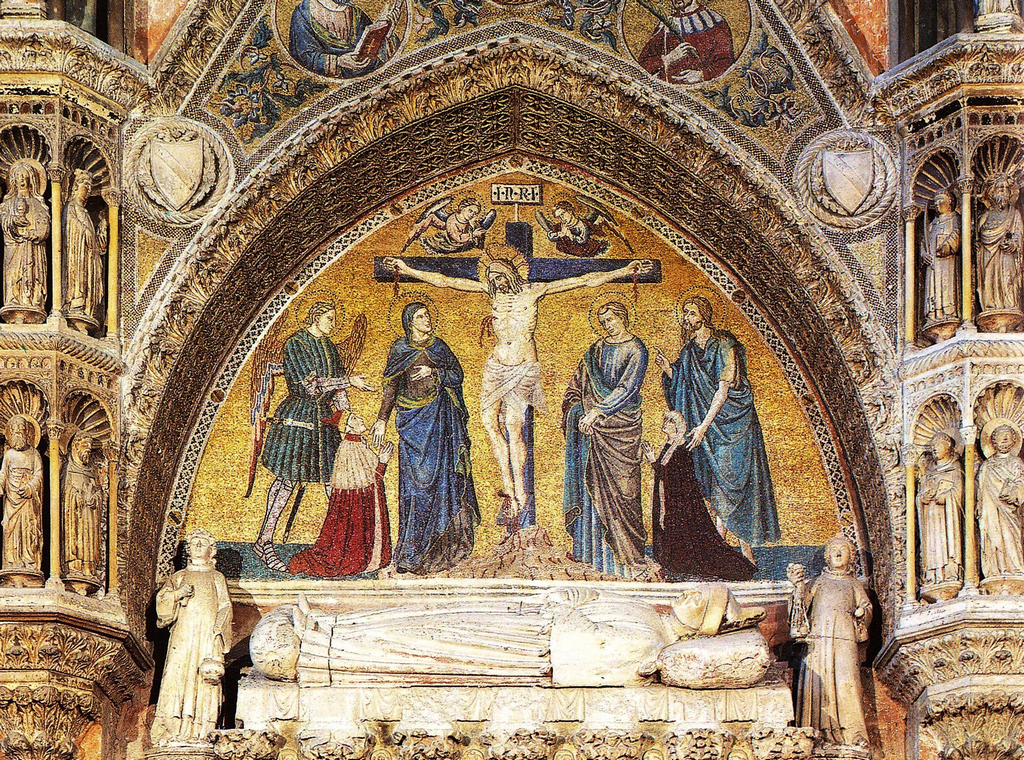
Monumento funebre del doge Michele Morosini.

Alla fase giovanile dell'artista, intorno al 1370, vanno ascritte le opere un tempo raggruppate intorno al nome del  Maestro di Arquà: i polittici dell'oratorio della Santissima Trinità ad Arquà Petrarca e al Museo civico di Lecce. In queste opere influenzato nel colore dalla maniera di Lorenzo Veneziano e nella severità delle figure da Paolo Veneziano
Perduto il dipinto del 1375 con Sant'Orsola, realizzato per la chiesa di San Michele a Vicenza, del suo periodo maturo sono: il polittico, oggi conservato nella cattedrale di Praga ma proveniente dalla Dalmazia, e le tavole, con l'Incoronazione della Vergine e otto santi, oggi al Museo Czartoryski di Cracovia, come pure la tavola di Sant’Agostino in cattedra e due donatori, Musei Civici di Pavia, parte di un più grande polittico ora perduto.
Secondo il De Marchi, sono da attribuire a Jacobello i disegni preparatori per i mosaici che ornano la lunetta e la cuspide della tomba del doge Michele Morosini, nel prebisterio della basilica dei Santi Giovanni e Paolo. Il mosaico raffigura la Crocifissione con il doge e la dogaressa inginocchiati.
Del 1370- 1380 è polittico con la  Madonna in trono col Bambino e santi,  nella Capella di Santa Agnes di Boemia della Cattedrale di San Vito, Praga
Del 1385 è il polittico, con la Madonna in trono col Bambino e santi, nella chiesa collegiata di San Michele Arcangelo di Santarcangelo di Romagna.
Le opere di Jacobello si caratterizzarono per lo stile gotico, per la severità delle figure e per la volumetria intensa.